# Salles-de-Belvès
Salles-de-Belvès é uma comuna francesa na região administrativa da Nova Aquitânia, no departamento Dordonha. Estende-se por uma área de 8,5 km². Em 2010 a comuna tinha 74 habitantes (densidade: 8,7 hab./km²).